# Œuvres de Jean Giraud
Cette page recense la bibliographie de Jean Giraud (alias Mœbius et Gir) en tant que dessinateur, scénariste et illustrateur.
Ses créations dans les autres domaines (sa vidéographie, ses contributions cinématographiques et ses jeux vidéo), ainsi que les monographies et articles de presse qui lui sont consacrés, figurent dans l'article principal.

## Bande dessinée (périodiques)
- Jerry Spring : La Route de Coronado (dessin avec Jijé), avec Philip (scénario), Spirou, Dupuis, 1961.
- Récits courts dans Pilote , Dargaud, 1962-1974.
- Blueberry, dans Pilote (1963-1973), Tintin (1975), Métal Hurlant (1979), Super As (1980), L'Écho des Savanes (1981) et Spirou (1983)
- La Déviation, dans Pilote no 688, Dargaud, 1973.
- L'Homme est-il bon ?, dans Pilote no 744, Dargaud, 1974.
- Cauchemar blanc, dans L'Écho des savanes no 8, Éditions du Fromage, 1974.
- Arzach, dans Métal hurlant, Les Humanoïdes associés, 1975-1976.
- Récits courts dans Métal hurlant , Les Humanoïdes associés, 1975-1980.
- Major Grubert, dans Métal hurlant, Les Humanoïdes associés, 1975-1977.
- John Difool (dessin), avec Alejandro Jodorowsky, dans Métal hurlant, Les Humanoïdes associés, 1980-1985.
- Les Maîtres du temps, dans Métal hurlant, Les Humanoïdes associés, 1982. Adaptation en bande dessinée du film de René Laloux.
- La Nuit de l'étoile (scénario), avec Marc Bati (dessin), dans Métal hurlant, Les Humanoïdes associés, 1984.
- Sur l'étoile : Une croisière Citroën dans Spirou n°2436, Dupuis, 1984.
- Le Monde d'Edena, dans (À suivre), Casterman, 1988-1997.

## Bande dessinée (albums)

### 1961-1969
- Jerry Spring T14 : La Route de Coronado, Dupuis, 1961
Scénario : Philip - Dessin : Jijé et Jean Giraud
- Une aventure du Lieutenant Blueberry T1 : Fort Navajo, Dargaud, 1965
Scénario : Jean-Michel Charlier - Dessin : Jean Giraud
- Une aventure du Lieutenant Blueberry T2 : Tonnerre à l’ouest, Dargaud, 1966
Scénario : Jean-Michel Charlier - Dessin : Jean Giraud
- Une aventure du Lieutenant Blueberry T3 : L’Aigle solitaire, Dargaud, 1967
Scénario : Jean-Michel Charlier - Dessin : Jean Giraud
- Une aventure du Lieutenant Blueberry T4 : Le Cavalier perdu, Dargaud, 1968
Scénario : Jean-Michel Charlier - Dessin : Jean Giraud
- Une aventure du Lieutenant Blueberry T5 : La Piste des Navajos, Dargaud, 1968
Scénario : Jean-Michel Charlier - Dessin : Jean Giraud
- Une aventure du Lieutenant Blueberry T6 : L’Homme à l’étoile d’argent, Dargaud, 1969
Scénario : Jean-Michel Charlier - Dessin : Jean Giraud

### 1970-1979
- Une aventure du Lieutenant Blueberry T7 : Le Cheval de fer, Dargaud, 1970
Scénario : Jean-Michel Charlier - Dessin : Jean Giraud
- Une aventure du Lieutenant Blueberry T8 : L’Homme au poing d’acier, Dargaud, 1970
Scénario : Jean-Michel Charlier - Dessin : Jean Giraud
- Une aventure du Lieutenant Blueberry T9 : La Piste des Sioux, Dargaud, 1971
Scénario : Jean-Michel Charlier - Dessin : Jean Giraud
- Une aventure du Lieutenant Blueberry T10 : Général Tête Jaune, Dargaud, 1971
Scénario : Jean-Michel Charlier - Dessin : Jean Giraud
- Une aventure du Lieutenant Blueberry T11 : La Mine de l’Allemand perdu, Dargaud, 1972
Scénario : Jean-Michel Charlier - Dessin : Jean Giraud
- Une aventure du Lieutenant Blueberry T12 : Le Spectre aux balles d’or, Dargaud, 1972
Scénario : Jean-Michel Charlier - Dessin : Jean Giraud
- Une aventure du Lieutenant Blueberry T13 : Chihuahua Pearl, Dargaud, 1973
Scénario : Jean-Michel Charlier - Dessin : Jean Giraud
- Une aventure du Lieutenant Blueberry T14 : L’Homme qui valait 500 000 $, Dargaud, 1973
Scénario : Jean-Michel Charlier - Dessin : Jean Giraud
- Une aventure du Lieutenant Blueberry T15 : Ballade pour un cercueil, Dargaud, 1974
Scénario : Jean-Michel Charlier - Dessin : Jean Giraud
- Gir, Futuropolis, collection « 30×40 », 1974
Scénario et dessin : Gir
- Le Bandard fou, Éditions du Fromage, 1974
Scénario et dessin : Mœbius
- Une aventure du Lieutenant Blueberry T16 : Le Hors-la-loi, Dargaud, 1974
Scénario : Jean-Michel Charlier - Dessin : Jean Giraud
- Une aventure du Lieutenant Blueberry T17 : Angel Face, Dargaud, 1975
Scénario : Jean-Michel Charlier - Dessin : Jean Giraud
- La Jeunesse de Blueberry T1, Dargaud, 1975
Scénario : Jean-Michel Charlier - Dessin : Jean Giraud
- Jason Muller, Les Humanoïdes associés, 1975
Scénario : Gir et Linus - Dessin : Claude Auclair
- Arzach, Les Humanoïdes associés, 1976
Scénario et dessin : Mœbius
- John Watercolor et sa redingote qui tue !!, Les Humanoïdes associés, 1976
Scénario et dessin : Mœbius
- Cauchemar blanc, Les Humanoïdes associés, 1977
Scénario et dessin : Mœbius
- L’homme est-il bon ?, Les Humanoïdes associés, 1977
Scénario et dessin : Mœbius
- La Jeunesse de Blueberry T2 : Un Yankee nommé Blueberry, Dargaud, 1978
Scénario : Jean-Michel Charlier - Dessin : Jean Giraud
- Les Yeux du chat, Les Humanoïdes associés, 1978
Scénario : Alejandro Jodorowsky - Dessin : Mœbius
- La Jeunesse de Blueberry T3 : Cavalier bleu, Dargaud, 1979
Scénario : Jean-Michel Charlier - Dessin : Jean Giraud
- Major Fatal, Les Humanoïdes associés, 1979
Scénario et dessin : Mœbius
- Jim Cutlass T1 : Mississippi River, Les Humanoïdes associés, collection « Eldorado », 1979
Scénario : Jean-Michel Charlier - Dessin : Jean Giraud - Couleurs : Isabelle Beaumenay-Joannet
- Tueur de monde, Les Humanoïdes associés, 1979
Scénario et dessin : Mœbius - réédition Casterman 1988

### 1980-1989
- Une aventure du Lieutenant Blueberry T18 : Nez Cassé, Dargaud, 1980
Scénario : Jean-Michel Charlier - Dessin : Jean Giraud
- La Déviation, Les Humanoïdes associés, collection « Métal Hurlant », 1980
Scénario et dessin : Mœbius
- Gir œuvres complètes T1 : Le Lac des émeraudes, Les Humanoïdes associés, collection « Métal Hurlant », 1981
- Une aventure de John Difool T1 : L’Incal noir, Les Humanoïdes associés, collection « Eldorado », 1981
Scénario : Alejandro Jodorowsky - Dessin : Mœbius - Couleurs : Yves Chaland
- Double Évasion, Les Humanoïdes associés, 1981
Scénario : Alejandro Jodorowsky - Dessin : Mœbius
- Une aventure de John Difool T2 : L’Incal lumière, Les Humanoïdes associés, collection « Eldorado », 1982
Scénario : Alejandro Jodorowsky - Dessin : Mœbius - Couleurs : Isabelle Beaumenay-Joannet
- Les Maîtres du temps (adaptation du film en bande dessinée), Les Humanoïdes associés, collection « Eldorado », 1982
Scénario : René Laloux - Dessin : Mœbius
- Une aventure du Lieutenant Blueberry T19 : La Longue Marche, Fleurus, 1982
Scénario : Jean-Michel Charlier - Dessin : Jean Giraud
- Lieutenant Blueberry T20 : La Tribu fantôme, Hachette, 1982
Scénario : Jean-Michel Charlier - Dessin : Jean Giraud
- Lieutenant Blueberry T21 : La Dernière Carte, Hachette, 1983
Scénario : Jean-Michel Charlier - Dessin : Jean Giraud - Couleurs : Fraisic Marot
- Gir œuvres complètes T2 : Le Tireur solitaire, Les Humanoïdes associés, collection « Métal Hurlant », 1983
- Une aventure de John Difool T3 : Ce qui est en bas[1], Les Humanoïdes associés, collection « Eldorado », 1983
Scénario : Alejandro Jodorowsky - Dessin : Mœbius - Couleurs : Isabelle Beaumenay-Joannet
- Le Monde d'Edena T1 : Sur l’étoile[2], Les Humanoïdes associés, collection « Eldorado », 1983
Scénario et dessin : Mœbius
- Une aventure de John Difool T4 : Ce qui est en haut[3], Les Humanoïdes associés, collection « Eldorado », 1985
Scénario : Alejandro Jodorowsky - Dessin : Mœbius - Couleurs : Isabelle Beaumenay-Joannet
- Lieutenant Blueberry T22 : Le Bout de la piste, Novedi, 1986
Scénario : Jean-Michel Charlier - Dessin : Jean Giraud - Couleurs : Janet Gale
- Altor T1 : Le Cristal majeur, Dargaud, 1986
Scénario : Jean Giraud - Dessin : Marc Bati
- La Nuit de l’étoile, Aedena, 1986
Scénario : Mœbius - Dessin et couleurs : Marc Bati
- Une aventure de John Difool T5 : La Cinquième Essence, première partie : Galaxie qui songe[4], Les Humanoïdes associés, collection « Eldorado », 1988
Scénario : Alejandro Jodorowsky - Dessin : Mœbius - Couleurs : Zoran Janjetov
- Altor T2 : Sur l’île de la licorne, Dargaud, 1988
Scénario : Jean Giraud - Dessin : Marc Bati
- Une aventure de John Difool T6 : La Cinquième Essence, deuxième partie : La Planète Difool[5], Les Humanoïdes associés, collection « Eldorado », 1988
Scénario : Alejandro Jodorowsky - Dessin : Mœbius - Couleurs : Zoran Janjetov
- Le Monde d'Edena T2 : Les Jardins d’Edena, Casterman, 1988
Scénario et dessin : Mœbius
- Escale sur Pharagonescia, Les Humanoïdes associés, collection « Pied jaloux », 1989
Scénario et dessin : Mœbius
- The Long Tomorrow, Les Humanoïdes associés, collection « Pied jaloux », 1989
Scénario : Mœbius et Dan O'Bannon - Dessin : Mœbius
- La Citadelle aveugle, Les Humanoïdes associés, collection « Pied jaloux », 1989
Scénario et dessin : Mœbius

### 1990-1999
- Surfer d'argent, Casterman, 1990
Scénario : Stan Lee - Dessin : Mœbius - Couleurs : Mark Chiarello
- Blueberry T23 : Arizona Love, Alpen Publishers, 1990
Scénario : Jean-Michel Charlier et Jean Giraud - Dessin : Jean Giraud - Couleurs : Florence Breton
- Les Vacances du Major, Les Humanoïdes associés, collection « Pied jaloux », juin 1990
Scénario et dessin : Mœbius - Couleurs : Geneviève Penloup, Florence Breton
- Le Monde du Garage hermétique T1 : Le Prince impensable, Les Humanoïdes associés, août 1990
Scénario : Jean-Marc Lofficier et Mœbius - Dessin : Eric Shanower - Couleurs : Florence Lliboutry
- Le Monde d'Edena T3 : La Déesse, Casterman, septembre 1990
Scénario et dessin : Mœbius - Couleurs : Florence Breton
- Le Monde du Garage hermétique T2 : Les Quatre Royaumes, Les Humanoïdes associés, novembre 1990
Scénario : Jean-Marc Lofficier et Mœbius - Dessin : Eric Shanower - Couleurs : Florence Lliboutry
- Altor T3 : Le Secret d’Aurelys, Dargaud, 1990
Scénario : Jean Giraud - Dessin : Marc Bati
- Marshall Blueberry T1 : Sur ordre de Washington, Alpen Publishers, 1991
Scénario : Jean Giraud - Dessin : William Vance - Couleurs : Petra
- Le Monde du Garage hermétique T3 : Le Retour du Jouk, Les Humanoïdes associés, mars 1991
Scénario : Jean-Marc Lofficier et Mœbius - Dessin : Eric Shanower - Couleurs : Florence Lliboutry
- Jim Cutlass T2 : L’Homme de la Nouvelle-Orléans, Casterman, 1991
Scénario : Jean-Michel Charlier et Jean Giraud - Dessin : Christian Rossi
- Le Monde du Garage hermétique T4 : Les Terres aléatoires, Les Humanoïdes associés, février 1992
Scénario : Jean-Marc Lofficier et Mœbius - Dessin : Jerry Bingham - Couleurs : Marc Elfassy
- Altor T4 : Les Immortels de Shinkara, Dargaud, 1992
Scénario : Mœbius - Dessin : Marc Bati
- Le Monde du Garage hermétique T5 : Le Seigneur d’Onyx, Les Humanoïdes associés, octobre 1992
Scénario : Jean-Marc Lofficier et Mœbius - Dessin : Jerry Bingham - Couleurs : Thierry Thibouret
- Le Cœur couronné T1 : La Folle du Sacré-Cœur, Les Humanoïdes associés, novembre 1992
Scénario : Alejandro Jodorowsky - Dessin : Mœbius
- Marshall Blueberry T2 : Mission Sherman, Alpen Publishers, 1993
Scénario : Jean Giraud - Dessin : William Vance - Couleurs : Petra
- Jim Cutlass T3 : L’Alligator blanc, Casterman, 1993
Scénario : Jean Giraud - Dessin : Christian Rossi
- Le Cœur couronné T2 : Le Piège de l’irrationnel, Les Humanoïdes associés, novembre 1993
Scénario : Alejandro Jodorowsky - Dessin : Mœbius
- Little Nemo T1 : Le Bon Roi, Casterman, 1994
Scénario : Mœbius - Dessin : Bruno Marchand
- Le Monde d'Edena T4 : Stel, Casterman, avril 1994
Scénario et dessin : Mœbius
- Griffes d'ange, Les Humanoïdes associés, novembre 1994
Scénario : Alejandro Jodorowsky - Dessin : Mœbius
- Little Nemo T2 : Le Mauvais Roi, Casterman, 1995
Scénario : Mœbius - Dessin : Bruno Marchand
- Major Fatal T2 : L’homme du Ciguri, Les Humanoïdes associés, novembre 1995
Scénario et dessin : Mœbius - Couleurs : Claudine Pinet
- Mister Blueberry T1 : Mister Blueberry, Dargaud, 1995
Scénario et dessin : Jean Giraud - Couleurs : Florence Breton
- Jim Cutlass T4 : Tonnerre au Sud, Casterman, 1995
Scénario : Jean Giraud - Dessin : Christian Rossi
- Mister Blueberry T2 : Ombres sur Tombstone, Dargaud, 1997
Scénario et dessin : Jean Giraud - Couleurs : Florence Breton
- Jim Cutlass T5 : Jusqu’au cou !, Casterman, 1997
Scénario : Jean Giraud - Dessin : Christian Rossi
- Jim Cutlass T6 : Colts, fantômes et zombies, Casterman, 1998
Scénario : Jean Giraud - Dessin : Christian Rossi
- Le Cœur couronné T3 : Le Fou de la Sorbonne, Les Humanoïdes associés, novembre 1998
Scénario : Alejandro Jodorowsky - Dessin : Mœbius
- Mister Blueberry T3 : Géronimo l’Apache, Dargaud, 1999
Scénario et dessin : Jean Giraud - Couleurs : Florence Breton
- Jim Cutlass T7 : Nuit noire, Casterman, 1999
Scénario : Jean Giraud - Dessin : Christian Rossi

### 2000-2009
- Marshall Blueberry T3 : Frontière sanglante, Dargaud, 2000
Scénario : Jean Giraud - Dessin : Michel Rouge - Couleurs : Scarlett Smulkowski
- Après l'Incal T1 : Le Nouveau Rêve, Les Humanoïdes associés, novembre 2000
Scénario : Alejandro Jodorowsky - Dessin : Mœbius - Couleurs : Studio Beltran
- Le Monde d'Edena T5 : Sra, Casterman, septembre 2001
Scénario et dessin : Mœbius - Couleurs : Claire Champeval
- Le Monde d'Edena hors-série : Les Réparateurs, Casterman, septembre 2001
Scénario et dessin : Mœbius
- Mister Blueberry T4 : OK Corral, Dargaud, 2003
Scénario et dessin : Jean Giraud - Couleurs : Claire Champeval et Jean Giraud
- Altor T7 : Les Aventuriers du trou blanc, Dargaud, 2003
Scénario : Mœbius - Dessin : Marc Bati
- Inside Mœbius T1, Stardom, 2004
Scénario et dessin : Mœbius
- Mister Blueberry T5 : Dust, Dargaud, 2005
Scénario et dessin : Jean Giraud - Couleurs : Jean Giraud et Scarlett Smulkowski
- Icare, Kana, 2005
Scénario : Mœbius - Dessin : Jirō Taniguchi
- Inside Mœbius T2, Stardom, 2006
Scénario et dessin : Mœbius
- Mister Blueberry hors-série : Apaches[6], Dargaud, 2007
Scénario et dessin : Jean Giraud - Couleurs : Florence Breton
- Inside Mœbius T3, Stardom, 2007
Scénario et dessin : Mœbius
- XIII T18 : La Version irlandaise, Dargaud, octobre 2007
Scénario : Jean Van Hamme - Dessin : Jean Giraud - Couleurs : Claire Champeval et Jean Giraud
- Histoire d’une idée, Comité international de la Croix-Rouge, 2007
Scénario et dessin : Mœbius
- Inside Mœbius T4, Stardom, 2008
Scénario et dessin : Mœbius
- Major Fatal : Le chasseur déprime, Stardom, 18 avril 2008
Scénario et dessin : Mœbius
- Inside Mœbius T5, Stardom, 2008
Scénario et dessin : Mœbius

### Depuis 2010
- Arzak : destination Tassili T1, Mœbius Productions, 2009
Scénario et dessin : Mœbius - Réédition Glénat 2010 (sous le titre L'Arpenteur)
- Inside Mœbius T6, Mœbius Productions, 2010
Scénario et dessin : Mœbius
- Major, Mœbius Productions, 2011
Scénario et dessin : Mœbius
- Arzak : destination Tassili - Corpus final, Mœbius Productions, 2025
Scénario et dessin : Mœbius - Inclut les 30 premières planches du T2 : La Molécule d'immortalité (inachevé)

### Participation à des albums collectifs
- Les amis de Buddy Longway, Le Lombard, 1983. Avec Derib, Hausman, Follet, Rosiński…
- Le désert est plus beau que tout... (pour le Comité français contre la faim), Souffles, 1987. Avec Baudoin, Ferrandez...
- Après le Mur..., Les Humanoïdes associés, 1990. Avec Tardi, Boucq...
- Canal Choc T1 : L'image disparue, Les Humanoïdes associés, 1990. Avec Christin, Mézières...
- Les aventures du latex (pour la lutte contre le sida), Fondation du Présent, 1991. Avec Kamagurka, Swarte...
- Silence, on rêve, Casterman, 1991. Avec Juillard, Rossi…
- Au secours ! (pour Amnesty International), Albin Michel, 1994. Avec Bilal, Mattotti...
- Demain l'an 3000 (Couverture), Albin Michel, 1999
- Lavilliers : L'Or des fous (mise en image de la chanson On the road again), Soleil, 2000. Avec Plessix, Lepage...
- Les chansons de Gainsbourg (couverture des trois tomes), Soleil, 2005-2006

## Illustration

### Couvertures et livres illustrés
Aux éditions OPTA
- Poul Anderson, Agent de l'empire terrien, collection CLA, vol. 22, 1970
- Francis Carsac, Ceux de nulle part & Les Robinsons du Cosmos, collection CLA, vol. 25, 1970
- Robert Heinlein, Route de la gloire,  collection CLA, vol. 28, 1970
- Robert Heinlein, Révolte sur la Lune,  collection CLA, vol. 29, 1971
- Edmond Hamilton, Les Loups des étoiles,  collection CLA, vol. 31, 1971
- A. E. van Vogt, Mission stellaire & La Quête sans fin,  collection CLA, vol. 35, 1971
- Les Univers de Robert Sheckley, collection CLA, vol. 37, 1972
- Roger Zezlany, L’Île des morts, collection « Anti-mondes », vol. 1, 1972
- John Wyndham, Les Triffides, collection « Anti-mondes », vol. 15, 1974
- Robert Bloch, Contes de terreurs, collection « Aventures fantastiques », vol. 12, 1975

Autres livres
- Robert Silverberg, La Porte des mondes, Robert Laffont, collection « L’Âge des étoiles », vol. 1, 1977
- Paule Salomon et Charlie Cooper, La Parapsychologie et vous, Albin Michel, 1980
- Sylvie Latrille, Christian Carrignon et Katy Deville, L'Opéra bouffe de la compagnie de l'Échelle, Impr. de l'Adour, 1980
- Randall Garrett, Enquêtes de Lord Darcy T1 : Tous des magiciens !, collection « Space Fiction », Temps Futurs, 1983
- Randall Garrett, Enquêtes de Lord Darcy T2 : C’est dans les yeux, collection « Space Fiction », Temps Futurs, 1983
- Bruno Comby, Éloge de la sieste, L'Oeil F.-X. de Guibert, 1992
- Paulo Coelho, L'Alchimiste (édition illustrée par Mœbius), Anne Carrière, 1994
- François Villon, Ballades, Vertige Graphic, 1995
- Jean-Noël Coghe, Jimi Hendrix - Emotions électriques, Le Castor Astral, 1999
- Dante Alighieri, La Divina Commedia : Paradiso, Nuages, 1999
- Jean-Luc Coudray, 2001 après Jésus-Christ, Stardom, 2000
- Jean-Jacques Launier, La Mémoire de l’âme, Anne Carrière, 2001
- Max Armanet, Un an dans La Vie, Stardom, 2002
- Bernard Werber, L'Arbre des possibles, Albin Michel, 2002
- Stéphane Cattanéo (coauteur), Beautiful Life, Zampano, 2004
- Bernard Werber, Le Papillon des étoiles, Albin Michel, 2006
- Hervé Rousseau, Sourires Tertous, version ch’tie de Sourires unanimes (nouvelle L’Un et l’autre), Thebookedition.com, 2010

### Affiches de film et jaquettes de DVD
- S*P*Y*S d'Irvin Kershner, 1974
- Touche pas à la femme blanche ! de Marco Ferreri, 1974
- El Topo d'Alejandro Jodorowsky, 1975
- Tusk d'Alejandro Jodorowsky, 1980
- Les Maîtres du temps de René Laloux, 1982
- La Trace de Bernard Favre, 1983
- Santa sangre, d'Alejandro Jodorowsky, 1989
- Le Fils du Français de Gérard Lauzier, 1999
- La Chèvre de Francis Veber (jaquette et menus animés de la réédition du DVD), 2002

### Pochettes et livrets de disque
- Eddy Mitchell, Sept colts pour Schmoll (sur la face intérieure de la pochette ouvrante, une bande dessinée western parodique met en scène le chanteur), Barclay, 1968
- Marcel Dadi, Blueberry / L'Echo Des Savanes, RCA, 1973
- Marcel Dadi, Dadi's Folks, AMI Records, 1973
- Ogoun Ferraille, Jazz Septet, Seabird, 1973
- Jimi Hendrix, Are you experienced + Axis : Bold as love (réédition en double album), Barclay[7], 1975
- Guy Béart, Futur Fiction Fantastique, Disques Temporels, 1977
- Lucid Beausonge, Fugueur, RCA, 1984
- Dr Heavy & Mr Hard, Carrere Music, 1992
- Le Bal Des Vauriens, Bulldog Records, 1995
- Jimi Hendrix, Voodoo Soup, MCA Records. 1995[8]
- Sam Rivers, Tony Hymas, Eight Day Journal, Nato, 1998
- Tony Hymas, Oyaté (réédition), Nato, 2005
- Tony Hymas / Barney Bush, Left For Dead (réédition), Nato, 2005
- La Planète Bleue vol. 5, Radio Suisse Romande, 2008
- Tels Alain Bashung (hommage collectif à Alain Bashung), Barclay, 2011

### Cartes à collectionner
- Moebius Collector Cards (90 cartes + 6 cartes spéciales + 1 carte promotionnelle), Comic Images, 1993

- Netrunner extension Proteus (cartes N°1 et N°8 / 154 du jeu de cartes à collectionner), Wizards of the Coast, 1996

### Recueils d’illustrations

Couverture du recueil de dessins et peintures “Lazlo Parker” de 2020.

- Folles images, collection 30×30, Les Humanoïdes associés, 1980
- Les Maîtres du temps : Le livre du film, Les Humanoïdes associés, 1982
- Mœbius œuvres complètes T4 : La Complainte de l’homme programme, Les Humanoïdes associés, collection « Métal Hurlant », 1982
- La Mémoire du futur, Gentiane, 1983
- Mœbius œuvres complètes T5 : Le Désintégré réintégré, Les Humanoïdes associés, collection « Métal Hurlant », 1984
- Venise céleste, Aedena, 1984
- Starwatcher, Aedena, 1986
- Made in L.A., Casterman, 1988
- Quatre-vingt huit, Casterman, 1990[9]
- Mockba - carnet de bord, Stardom, 1990
- Chaos, Les Humanoïdes associés, 1991
- Chroniques métalliques, Les Humanoïdes associés, 1992
- Fusions, Casterman, 1995
- Folles perspectives, Stardom, 1996
- Une jeunesse heureuse, Stardom, 1999
- 40 days dans le désert B, Stardom, 1999
- La Faune de Mars, Mœbius Productions, 2011
- Lazlo Parker, Moebius production, 2020
- Le petit panthéon Moebius - Arzak, Moebius production, 2024

### Catalogues d'exposition
- Thierry Groensteen, Trait de génie - Giraud Moebius, Musée de la bande dessinée, 2000
- Michel Cassé, Alberto Manguel, Mœbius transe forme, Actes Sud / Fondation Cartier pour l'art contemporain, 2010
- Zaza et Moeb aiment Cherbourg, Mœbius Productions, 2011
- Inside Moebius - L’alchimie du trait, Mœbius Productions, 2017

### Portfolios
- Cristal saga, Aedena, 1986
- Les Histoires de Monsieur Mouche, Aedena, 1987
- L’Événement du Je dis, Stardom, 1991
- Mystère Montrouge, Stardom, 2001
- Mourir et voir Naples, Stardom, 2002
- Blueberry’s, Stardom, 2004 (port-folio + CD)
- Les Jardins d’Eros, Stardom, 2005